# Rio Middle (Alabama)
O rio Middle é um distributário do rio Tensaw, localizado no condado de Baldwin, no estado do Alabama, Estados Unidos. Faz parte do delta Mobile-Tensaw e percorre cerca de 15 quilômetros em direção sul, até reencontrar o rio Tensaw.